# Sci nautico ai Giochi mondiali 2022 - Wakeboard maschile
La gara di wakeboard maschile di sci nautico ai Giochi mondiali 2022 si è svolta il 15 e il 16 luglio 2022 a Birmingham.

## Risultati
| Rank | Atleta          | Nazione     | Totale |
| ---- | --------------- | ----------- | ------ |
| 1    | Nic Rapa        | Australia   | 95.22  |
| 2    | Stefano Comollo | Italia      | 84.89  |
| 3    | Maxime Roux     | Francia     | 84.56  |
| 4    | Guy Firer       | Israele     | 83.22  |
| 5    | Luca Kidd       | Regno Unito | 70.22  |
| 6    | Shota Tezuka    | Giappone    | 32.11  |